# Мишо Бречко
Мишо Бречко (на словенски: Mišo Brečko) е словенски футболист, национал. Роден е на 1 май 1984 в Търбовле, по това време на територията на СФР Югославия.
Бречко може да бъде използван както в халфовата линия, така и като десен защитник. Играч на Хамбургер. Започва професионалната си кариера в словенския НК Смартно през 2003 г. Следващия сезон преминава в Хамбургер, на не успява да се наложи в титулярния отбор поради голямата конкуренция. За да трупа игрова практика е даден под наем на Ханза Росток в началото на сезон 2005/2006, а година по-късно и на Ерцгебирге Ауе. През лятото на 2007 се връща в Хамбургер, но остава там само един сезон - от лятото на 2008 г. той е футболист на Кьолн.